# Bouffante

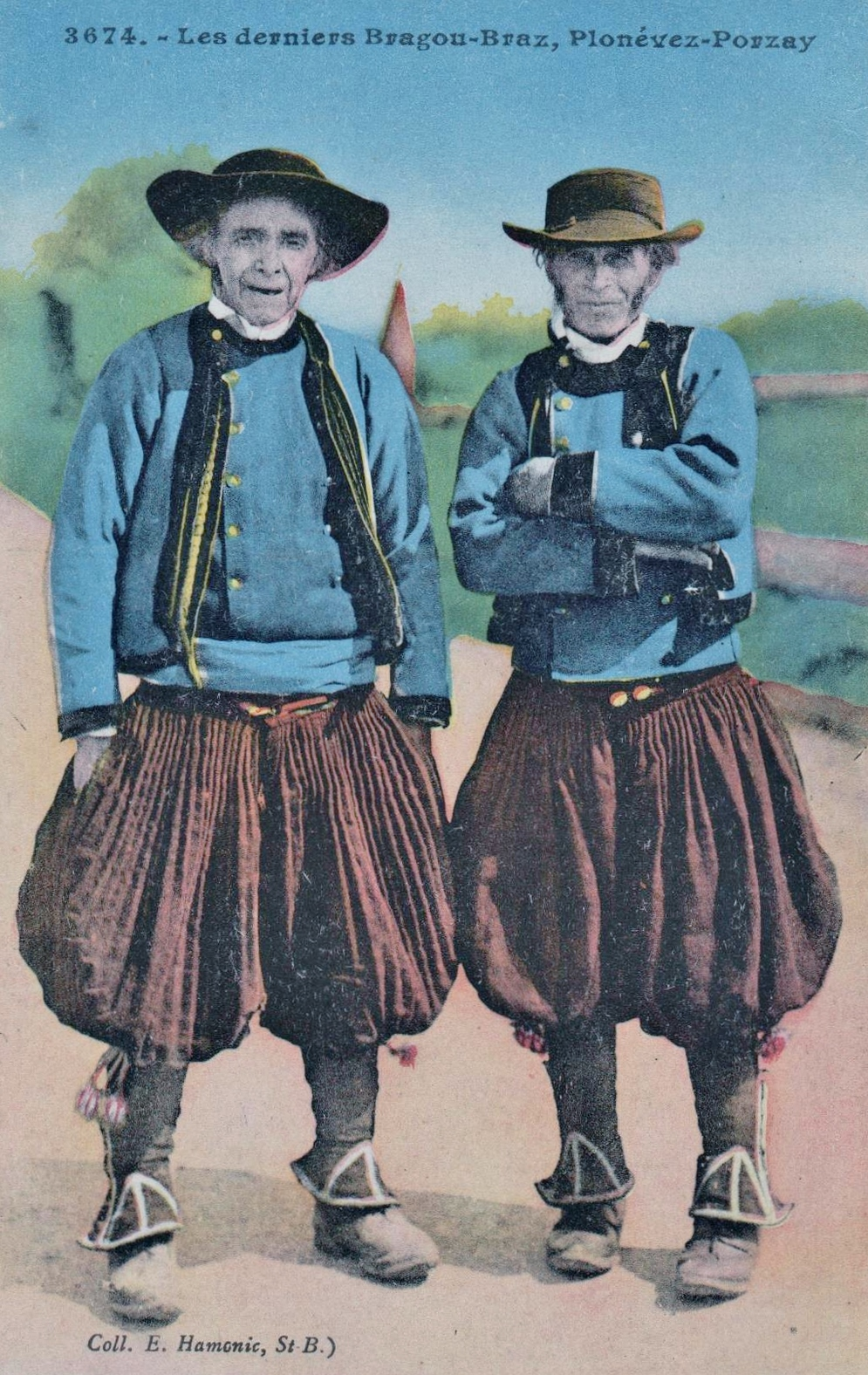
Bragou-braz, une grande culotte bouffante.

La bouffante est une pièce d'habillement, en vogue à différentes époques.
Elle fut notamment un élément de la tenue aristocratique.
Suivant le contexte et les époques, ce terme, issu de l'adjectif "bouffant", peut désigner : une culotte, une étoffe, une garniture, une jupe, des manches, etc.
La manche bouffante, aussi appelée manche ballon, manche gigot ou manche cloche, a une forme bouffante au-dessus du coude. La manche bouffante apparaît dans la mode de la cour du Roi à la Renaissance. En 1976, Yves Saint Laurent les ressort du placard avec sa collection Ballets Russes.